# 山城站 (日本)
山城站（日语：／ Yamajō eki */?）是位於三重縣四日市市平津町，屬於三岐鐵道的三岐線車站。

## 歷史
- 1931年（昭和6年）7月23日 - 此站啟用[1]。
- 2014年（平成26年）4月16日 - 車站大樓內的候車室和廁所約50平方米被縱火[2][3]。

## 車站構造
此站是設有1面2線島式月台的地面車站。

## 利用狀況
根據「三重縣統計書」，以下為1日平均乘車人次。
| 年度   | 一日平均 乘車人次 |
| ------ | ----------------- |
| 1997年 | 570               |
| 1998年 | 557               |
| 1999年 | 517               |
| 2000年 | 508               |
| 2001年 | 497               |
| 2002年 | 479               |
| 2003年 | 470               |
| 2004年 | 481               |
| 2005年 | 469               |
| 2006年 | 466               |
| 2007年 | 486               |
| 2008年 | 477               |
| 2009年 | 433               |
| 2010年 | 394               |
| 2011年 | 439               |
| 2012年 | 472               |
| 2013年 | 488               |
| 2014年 | 481               |
| 2015年 | 496               |
| 2016年 | 511               |
| 2017年 | 497               |
| 2018年 | 524               |
| 2019年 | 491               |

## 車站周邊
- 四日市市政廳下野地區市民中心（日语：四日市市役所#市民センター）
- 四日市山城郵局
- MaxValu（日语：マックスバリュ）山城店
- 朝明川（日语：朝明川）

## 巴士路線
| 乘車處   | 系統            | 主要途經                                                     | 目的地       | 巴士公司             | 備註     |
| -------- | --------------- | ------------------------------------------------------------ | ------------ | -------------------- | -------- |
| 山城站前 | 山之一色線      | 八千代台二丁目、四日市大學前、三瀧綜合醫院前、近鐵四日市站前 | JR四日市站前 | 三岐鐵道             |          |
| 山城站前 | 山之一色線      | 八千代台二丁目、大澤台、三瀧綜合醫院前、近鐵四日市站前       | JR四日市站前 | 三岐鐵道             |          |
| 山城站前 | 山之一色線      | 八千代台二丁目、大澤台、末永、近鐵四日市站前                 | JR四日市站前 | 三岐鐵道             | 早上行走 |
| 山城站前 | AEON Mall東員線 | AEON Mall東員                                                | 東員站       | 三岐鐵道             | [ 5 ]    |
| 山城站前 | 山城、富州原線  | 伊坂台3丁目、北永台、近鐵富田站前                            | 天須賀2丁目  | 四日市市自主運行巴士 |          |

## 相鄰車站
三岐鐵道
三岐線
曉學園前－山城－保保

## 註腳
1. 1 2  曾根悟（監修）. 朝日新聞出版分冊百科編集部（編集） , 编. . 週刊朝日百科. 26号 長良川鉄道・明知鉄道・樽見鉄道・三岐鉄道・伊勢鉄道. 朝日新聞出版. 2011-09-18: 24 （日语）.
2. ↑  . 朝日新聞 (朝日新聞社). 2014年4月16日  [2015年4月9日]. （原始内容存档于2015-04-13） （日语）.
3. ↑  . 讀賣新聞（中部朝刊） (讀賣新聞社). 2014-04-17: 32 （日语）.
4. ↑  三重県統計書 （页面存档备份，存于）（日語） - 三重縣
5. ↑  25年11月19日 三岐バス イオンモール東員線運行開始のお知らせ（日語） 的存檔，存档日期2014年7月27日，. - 三岐鐵道株式會社